# Habeas corpus
O habeas corpus (do latim "que tenhas o corpo") é uma medida judicial que tem como objetivo a proteção da liberdade de locomoção do indivíduo, quando esta se encontra ameaçada ou restringida de forma direta ou indireta. Normalmente este amparo pode ser requisitado por qualquer pessoa física que sofrer (ou se achar na iminência de sofrer) violência ou coação ilegal na sua liberdade de ir e vir, em decorrência de ilegalidade ou abuso de poder. 
O habeas corpus é previsto em documentos de âmbito internacional, como no artigo 8.º da Declaração Universal dos Direitos Humanos de 1948. No direito brasileiro ele é assegurado sob a forma de uma ação constitucional, prevista no artigo 5.º, inciso LXVIII da Constituição Federal e regulamentada nos artigos 647 e seguintes do Código de Processo Penal. Este remédio constitucional, ao tutelar o direito fundamental da liberdade de locomoção, pressuposto para o exercício de tantos outros direitos fundamentais, pode ser entendido então enquanto garante indiretamente de todos esses. Desse modo, é inegável que o habeas corpus é uma ação assegurada como cláusula pétrea da Constituição Federal nos termos do artigo 60, §4.º, IV (segundo o qual não será objeto de deliberação a proposta de emenda tendente a abolir os direitos e garantias individuais).

## Histórico

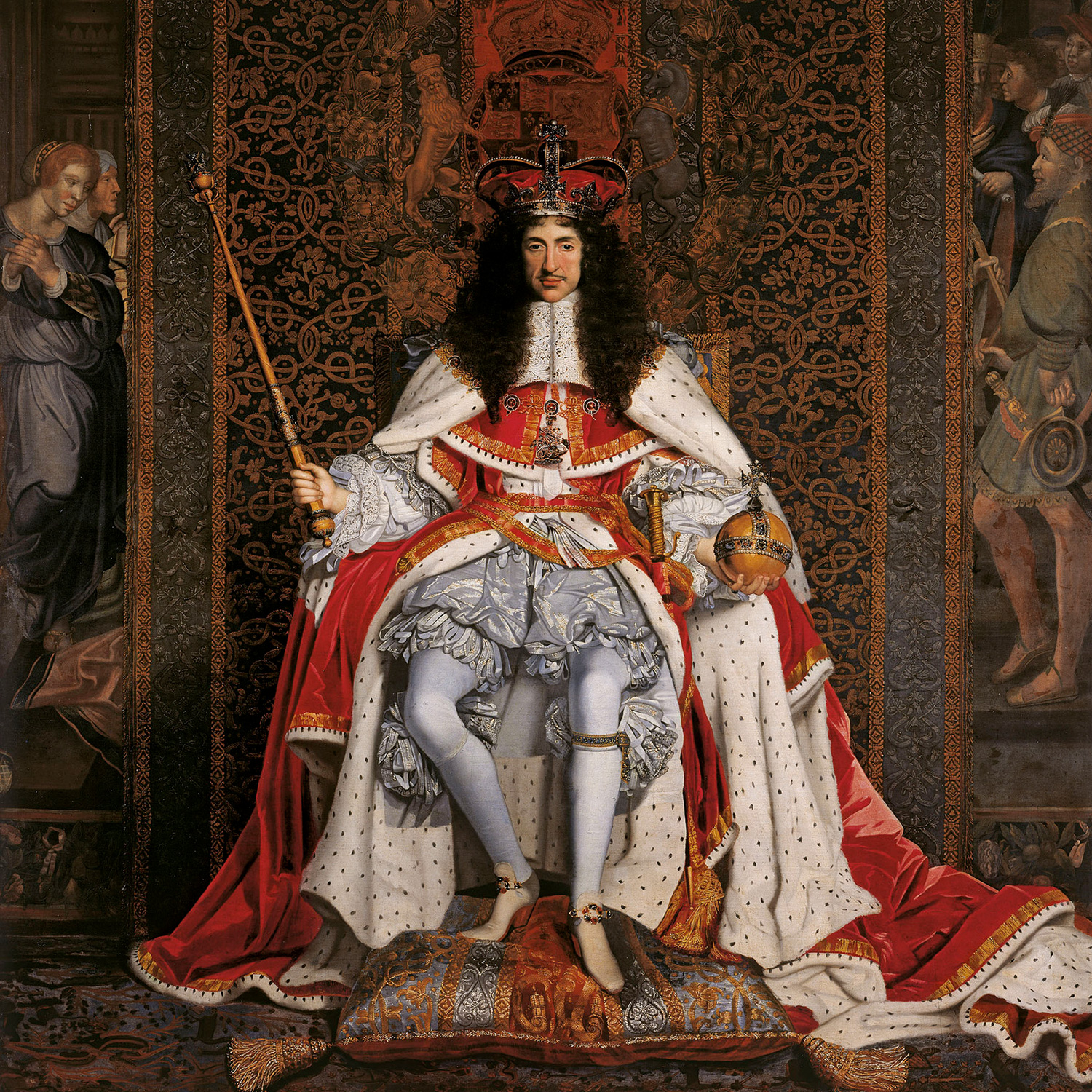
Charles II da Inglaterra

O habeas corpus é um dos instrumentos jurídicos mais antigos, tendo sua origem no século XIII, na Inglaterra, tendo, entretanto, divergências quanto ao documento em que esta ação foi primeiro apresentada (seja no Capítulo XXIX da Magna Carta de 1215, seja no Habeas Corpus Act inglês de 1679). Na Magna Carta, por exemplo, a necessidade de impedir que aqueles dotados de algum poder político pudessem proporcionar a privação da liberdade de forma irrestrita foi explicitada. Já no Habeas Corpus Act, a preocupação maior com o regramento dessa medida que podia reparar abusos à liberdade de ir e vir (limitando, inicialmente, aqueles acusados de crime, o que foi ampliado posteriormente em 1816, permitindo o combate a qualquer prisão injusta). Assim, o mandado de habeas corpus, em sua gênese, aproximava-se do próprio conceito do devido processo legal (due process of law), tendo sua utilização restrita ao direito de locomoção dos indivíduos com o Habeas Corpus Act. Para além destes marcos, a primeira garantia de habeas corpus disposta em texto constitucional foi em 1787 na Constituição norte-americana.

### No Ordenamento brasileiro
Discute-se também a origem do habeas corpus no Brasil, sendo controverso se este remédio constitucional chegou ao país antes de sua independência pelo Decreto de 23 de maio de 1821 (de D. João VI), ou se teria sido implicitamente admitido na 1ª Constituição do país (em 1824). Ainda assim, é incontroverso que a partir da Constituição de 1891, esta ação foi explicitamente garantida (inspirado no constitucionalismo norte-americano), mantendo-se assim presente em todas as Constituições federais que seguiram. Na esfera infraconstitucional, porém, este remédio já havia sido previsto no Código de Processo Criminal de 1832, dispondo em seu artigo 340 que "todo cidadão que entender que ele, ou outro, sofre uma prisão ou constrangimento ilegal em sua liberdade, tem direito de pedir uma ordem de habeas corpus a seu favor".
Inicialmente, o texto da Lei Maior de 1891 era muito amplo, afirmando, no §22 de seu artigo 72, que “dar-se-á o habeas corpus, sempre que o indivíduo sofrer ou se achar em iminente perigo de sofrer violência ou coação por ilegalidade ou abuso de poder”. Desse modo, este instrumento era usado para a proteção de outros direitos para além da liberdade de locomoção e assim surgiram três posicionamentos acerca da interpretação da lei: o primeiro sustentava que a garantia deveria ser aplicada em todos os casos em que um direito estivesse ameaçado; em sentido oposto, o segundo afirmava que o habeas corpus, por sua natureza e origem histórica, era remédio destinado exclusivamente à proteção da liberdade de locomoção; e, por fim, o terceiro posicionamento, adotado na época pelo Supremo Tribunal Federal, propugnava incluir, na proteção do habeas corpus, não só os casos de restrição da liberdade de locomoção, como também as situações em que a ofensa a essa liberdade fosse meio de ofender outro direito. Esse último posicionamento passou a ser conhecido como "doutrina brasileira do habeas corpus". Esta ampliação foi revista na reforma constitucional de 1926, retomando o conceito tradicional de habeas corpus, o qual é mantido até os dias atuais.
Vale ressaltar, entretanto que a eficácia deste remédio, ainda que nunca ausente dos textos constitucionais, apresentou-se bastante limitada em determinados períodos da do século XX. Um exemplo para tanto remete ao período ditatorial com a promulgação do AI-5 o qual, em seu artigo 10º, definiu que “fica suspensa a garantia de habeas corpus, nos casos de crimes políticos, contra a segurança nacional, a ordem econômica e social e a economia popular”. Outras garantias constitucionais também tiveram seu potencial limitado, ainda assim, com o advento da Constituição de 1988 restaurando a ordem democrática no Brasil, estas garantias, dentre as quais ressalta-se o habeas corpus, voltaram em toda a sua plenitude.
Com isso, no artigo 5º da vigente Constituição Federal de 1988, lê-se: 
“LXVIII - conceder-se-á habeas corpus sempre que alguém sofrer ou se achar ameaçado de sofrer violência ou coação em sua liberdade de locomoção, por ilegalidade ou abuso de poder";
Ademais, previsto na esfera penal desde o Código Penal de 1832, no atual Código de Processo Penal, no primeiro artigo do Capítulo X (Título II, Livro III) do, lê-se: 
“Art. 647. Dar-se-á habeas corpus sempre que alguém sofrer ou se achar na iminência de sofrer violência ou coação ilegal na sua liberdade de ir e vir, salvo nos casos de punição disciplinar”.

## Requisitos de cabimento
Nos termos do artigo 5º, LXVIII da Constituição Federal, analisado junto do artigo 647 do Código de Processo Penal, entende-se que o habeas corpus, enquanto garantia para a tutela do direito fundamental à liberdade de locomoção, poderá ser impetrado (ou seja, poderá ser pedido) por qualquer pessoa mediante um contexto específico, no qual tem-se: (1) a existência de ameaça ou lesão à liberdade de ir e vir por violência ou coação ilegal; e que (2) essa agressão à liberdade de locomoção decorra de ilegalidade ou abuso de poder;

### Existência de violência ou coação ilegal
Tendo em vista que a liberdade de locomoção é tida como um direito-fim da pessoa física, o habeas corpus é um instrumento de combate à violência ou coação ilegal que limite a liberdade de ir e vir dos cidadãos. São alvos de ações de habeas corpus, por exemplo, a prisões irregulares (tanto civis quanto penais), vícios em indiciamentos (ou seja, falhas no início de um eventual processo penal), trancamentos de ações penais de inquérito (momento em que não há exame aprofundado de provas), prisões provisórias com excesso injustificado de prazo, inválidas restrições à entrada e à saída do território nacional, ou até mesmo em casos de pacientes retidos no hospital.
Vale ressaltar que a noção de “coação ilegal” à liberdade individual remete à hipótese em que, dentre outros fatores, não há justa causa para a existência de um inquérito policial ou de uma ação penal, ou seja, quando houver uma “queixa-crime inepta”. Para melhor exemplificar esta conjuntura, o próprio Código de Processo Penal define, em seu artigo 648, o que é considerada uma “coação ilegal”, o que se fará presente se: (1) não houver justa causa; (2) alguém estiver preso por mais tempo do que determina a lei; (3) quem ordenar a coação não tiver competência para fazê-lo; (4) houver cessado o motivo que autorizou a coação; (5) não for alguém admitido a prestar fiança, nos casos em que a lei a autoriza; (6) processo for manifestamente nulo; e se (7) for extinta a punibilidade do acusado.

### Prática de ilegalidade ou abuso de poder
Para que um habeas corpus seja impetrado, é necessário, também que violência ou coação ilegal à liberdade de locomoção decorra de ilegalidade ou abuso de poder de autoridade. Com isso, vale ressaltar que “ilegalidade” consiste em qualquer violação ao ordenamento jurídico e ao próprio texto constitucional, enquanto “abuso de poder” remete à hipótese em que agentes estatais extrapolam os limites inerentes às atividades por eles desempenhadas, tendo assim excesso ou desvio de poder, ou ainda comportamentos omissivos causadores de violência ou coação ilegal ao direito de ir e vir.

## Modalidades
Várias são as formas de se classificar a ação de habeas corpus. De uma perspectiva temporal, este remédio constitucional pode ser (1) preventivo, ou seja, anterior ao ato que atente contra a liberdade de locomoção (para o qual faz-se necessária a demonstração da ameaça concreta e atual, como por exemplo um mandado de prisão, ou (2) repressivo (também conhecido por “liberatório”), que é acionado depois deste ato coator. Ademais, sob o prisma do autor da ação em questão, também é possível que se estabeleça uma distinção. Assim, quanto ao impetrante, o habeas corpus poderá ser (1) próprio, ou seja, em que o autor visa a proteção de direito próprio; (2) de terceiro, em que o autor visa a proteção de direito ameaçado alheio; ou (3) de ofício, no qual o juiz, sem requerimento, declara a concessão de um habeas corpus para algum interessado. Por fim, quanto ao seu papel no processo, a medida analisada poder ser um habeas corpus (1) substitutivo de apelação (sendo ajuizado por si só - enquanto ação autônoma) ou (2) cumulativo (que é ajuizado juntamente com uma apelação).

## Procedimento

### Parte legítima: autor da ação constitucional
Primeiramente, é importante ressaltar que, em regra, cada um deve propor ações relativas a direitos próprios (“legitimação ordinária”), ainda assim, a exceção se encontra, por exemplo, nas ações de habeas corpus, em que o autor para ajuizar esse remédio não necessariamente é aquela pessoa física cuja liberdade de locomoção está ameaçada ou prejudicada (ou seja, o paciente não é o único com legitimidade para tanto, havendo assim “legitimidade extraordinária” de outros sujeitos nesse processo). José Carlos Francisco, na obra Dicionário Brasileiro de Direito Constitucional (sob coordenação-geral de Dimitri Dimoulis), reafirma quão amplo é este leque de possíveis autores legitimados ao afirmar que “o impetrante pode ser qualquer pessoa física ou jurídica (inclusive o paciente), nacional ou estrangeira, mesmo sem interesse direto na locomoção discutida, independente de capacidade civil, política, profissional, idade, sexo, estado mental e padrão de alfabetização”.
Assim, tendo em vista que a liberdade de locomoção é um direito fundamental que exige defesa pronta e imediata, a ampla legitimação para o eventual ajuizamento de um habeas corpus se justifica na importância que a tradição constitucional deu ao valor da liberdade. Desse modo, qualquer um poderá impetrar esse remédio constitucional, sem mesmo a necessidade da presença de um advogado para tanto. Por fim, membros do Ministério Público também podem impetrar habeas corpus, entretanto, nessa hipótese, o paciente com a liberdade lesada deverá ser ouvido previamente.

### Parte impetrada: Réu da ação constitucional
Passada a definição do autor da ação, é igualmente importante definir contra quem esta será proposta, ou seja, definir quem será o causador da violência ou coação ilegal à liberdade de locomoção. Assim, será réu nessa ação constitucional aquele com poder (de ameaçar ou coagir) para determinar restrição à liberdade de locomoção do paciente de forma ilegal ou abusiva. Geralmente, autoridade públicas são configuradas nesta posição (em especial aquelas que operam com investigações e acusações penais que podem culminar em punições privativas de liberdade). Além disso, particulares também podem ser considerados coatores e eventualmente ser configurados enquanto réus nas ações de habeas corpus, entretanto, há divergência doutrinária quanto a essa possibilidade.

### Onde ajuizar ohabeas corpus: Foro competente
Uma vez identificadas as partes que farão parte do processo, parte-se para a discussão sobre onde efetivamente será proposta essa ação constitucional, afinal, dependendo dos mais diversos fatores, determinados tribunais poderão ou não julgar um caso específico (ou seja, cada corte será competente para julgar causas de natureza específica). No caso do habeas corpus, o critério para a definição do juiz competente será discutido a partir de quem é a autoridade coatora impetrada.
A princípio, o foro competente será definido pelo domicílio da autoridade coatora, entretanto, deve-se analisar primeiramente se essa autoridade tem foro por prerrogativa de função (mais conhecido por “foro privilegiado”), questão que afasta a regra já mencionada. Assim, será competente:
- O Supremo Tribunal Federal, nos termos do artigo 102, inciso I, alíneas d e i da Constituição Federal de 1988;[11]
- O Superior Tribunal de Justiça, nos termos do artigo 105, inciso I, alínea c, da Constituição Federal de 1988;[11]
- O Tribunal Regional Federal, nos termos do artigo 108, inciso I, alínea d, da Constituição Federal de 1988;[11]
- A Justiça Federal, nos termos do artigo 109, inciso VII, da Constituição Federal de 1988;[11]
- A Justiça do Trabalho, nos termos do artigo 114, inciso IV, da Constituição Federal de 1988.[11]

### Documentação necessária
Diante do bem tutelado por esse remédio constitucional, é evidente que se faz necessário que a ação de habeas corpus seja célere e simples (sendo assim um processo menos demorado com menor apego a formalidades). Desse modo, não tendo, dentre outras peculiaridades, uma fase para a produção de provas, é exigida a apresentação de eventuais provas ou documentos já no começo do processo (no ato de impetração do autor). Ainda assim, o juiz pode pedir diligências (segundo o artigo 660 do Código de Processo Penal), ou seja, pedir mais provas para que possa concluir seu julgamento. Assim, é possível que haja uma requisição judicial de documentos que não puderam ser apresentados pelo autor.

### Medida liminar: uma saída ao perigo da demora no julgamento
Por fim, tendo sido apresentada toda a questão processual para o ajuizamento de um habeas corpus, sendo ressaltado o quão livre e desapegado a formas tradicionais esta ação se apresenta no país, surge então a necessidade de discutir sobre seu resultado. No caso, é de amplo conhecimento que o judiciário brasileiro é lento no julgamento de ações pelos mais diversos motivos. Com isso, tendo uma vista que esta ação constitucional é impetrada em função de violência ou coação ilegal à liberdade de locomoção, a demora nesse processo pode causar danos incisivos aos Direitos Humanos fundamentais que são protegidos com essa medida. Diante desse contexto, discute-se a eventual possibilidade de concessão de medidas liminares no início do processo, visando afastar imediatamente esses perigos, resguardando o direito fundamental à locomoção antes mesmo que se termine o julgamento desse processo (ainda que nesta ação, a tendência é de que seja um processo menos lento).
Ainda assim, é importante ressaltar que a própria legislação não prevê explicitamente a possibilidade da concessão de liminares, as quais são aceitas a partir de construção jurisprudencial. Desse modo, é entendido que a lei, nos termos do artigo 5º, XXXV, da Constituição Federal, “não excluirá da apreciação do Poder Judiciário lesão ou ameaça a direito”, sendo assim possível afirmar que em casos de urgência (sempre levando em consideração a plausibilidade das alegações apresentadas pelo autor no que se refere ao atentado à liberdade de locomoção de algum paciente), surge a possibilidade da concessão de medidas liminares para habeas corpus (tanto preventivo quanto liberatório).

### Recursos: uma revisão do julgamento realizado
Uma vez terminado o julgamento, independentemente de seu resultado, será possível ajuizar recurso enquanto um pedido de revisão da decisão. Contra qualquer decisão no julgamento do habeas corpus caberá recurso (segundo artigo 581, X, do Código de Processo Penal) em um prazo de 5 dias (segundo artigo 30 da Lei 8 038/90). Ademais, nos termos do artigo 102, II, a da Constituição Federal, em caso de habeas corpus indeferido em única instância por Tribunal superior, cabe recurso ordinário ao Supremo Tribunal Federal. Além disso, nos termos do artigo 105, II, a da Constituição Federal, em caso de habeas corpus indeferido em decisão de Tribunal de segunda instância, cabe recurso ordinário ao Superior Tribunal de Justiça. Por fim, recurso especial e recurso extraordinário também são possíveis em decisões de habeas corpus (desde que preenchidos os requisitos de cada um destes).
Um fator diferencial deste remédio é digno de nota: no artigo 574 do Código de Processo Penal é previsto um recurso obrigatório de ofício que o juiz de primeira instância deverá interpor na hipótese de conceder o habeas corpus (submetendo-o ao questionamento de sua própria decisão). 

### Execução: o resultado concreto do processo judicial
Uma vez proferida a sentença afirmando a existência da violação em discussão, ganhará este resultado o efeito de “coisa julgada material”, categoria decorrente da imutabilidade oficial da decisão, culminando na efetiva exteriorização de seus efeitos. Em outros termos, esta classificação assegura que não se possa alterar nem rescindida, podendo então começar a surtir seus efeitos. Entretanto, é entendimento unânime da jurisprudência que, caso o remédio constitucional seja negado, não fará coisa julgada (podendo ser apresentado um novo habeas corpus indicando novas provas e fundamentos). 
No que se refere à sentença em si, quando resultante de pedido de habeas corpus preventivo, o juiz expede o chamado “salvo conduto” ordenando que a ameaça injustificada cesse, enquanto se for resultado de um habeas corpus repressivo, deverá a autoridade coatora ser notificada para que providencie imediatamente a soltura do paciente com liberdade de locomoção violada. Além disso, vale ressaltar que a decisão nos processos deste remédio constitucional é tida uma ordem cujo descumprimento é visto como crime de desobediência, punido no artigo 330 do Código Penal.

## Estatísticas
Enquanto uma das principais ações constitucionais centenas de processos de habeas corpus são impetrados anualmente nas diversas cortes brasileiras. A seguir, segue uma breve apresentação estatística dos dados referentes a este remédio constitucional no país, números estes obtidos em documentação oficial disponibilizada no site dos tribunais analisados.

### Habeas corpusno Supremo Tribunal Federal
O Supremo Tribunal Federal, nos termos do artigo 102, inciso I, alínea i, da Constituição Federal de 1988, processa e julga originariamente “o habeas corpus, quando o coator for Tribunal Superior ou quando o coator ou o paciente for autoridade ou funcionário cujos atos estejam sujeitos diretamente à jurisdição do Supremo Tribunal Federal, ou se trate de crime sujeito à mesma jurisdição em uma única instância”.
Segundo dados disponibilizados na página oficial do tribunal, o atual acervo total de processos em tramitação na Corte (atualizado em 19/06/2018) é de 41 598 casos. Deste acervo, 25 809 são processos de classes recursais, 2 293 de controle concentrado, 5 948 de classes criminais e 7 548 são outras ações originárias. Com isso, evidencia-se que 38% dos processos no Supremo são ações originárias, das quais 4 413 são habeas corpus em tramitação (equivalendo a 28% dos processos dessa categoria).
Segundo página oficial do Supremo Tribunal Federal, no que se refere especificamente à classe das decisões monocráticas proferidas nesse tribunal (excluídas as da Presidente), ou seja, decididas de forma individual pelos ministros, e não em conjunto no plenário, tem-se.
| Ano                                  | 2010   | 2011   | 2012   | 2013   | 2014   | 2015   | 2016   | 2017   | 2018   |
| Habeas Corpus                        | 4 193  | 3 638  | 3 899  | 3 953  | 4 664  | 4 879  | 6 490  | 9 431  | 4 825  |
| Total de ações criminais originárias | 4 564  | 4 233  | 4 314  | 4 546  | 5 083  | 5 509  | 6 942  | 10 099 | 5 290  |
| Percentual de ações de Habeas Corpus | 91,87% | 85,94% | 90,38% | 86,96% | 91,76% | 88,56% | 93,49% | 93,39% | 91,21% |

Ademais, quando comparado ao número total de ações originárias nesse tribunal, ainda em relação às decisões monocráticas (excluídas as da Presidente do Supremo), o elevado número de habeas corpus impetrados ainda é evidente. Assim, tem-se:
| Ano                                  | 2010   | 2011   | 2012   | 2013   | 2014   | 2015   | 2016   | 2017   | 2018   |
| Habeas Corpus                        | 4 193  | 3 638  | 3 899  | 3 953  | 4 664  | 4 879  | 6 490  | 9 431  | 4 825  |
| Total de ações originárias           | 10 549 | 9 601  | 9 911  | 12 627 | 13 380 | 13 672 | 14 323 | 19 099 | 9 856  |
| Percentual de ações de Habeas Corpus | 39,75% | 37,89% | 39,34% | 31,31% | 34,86% | 35,69% | 45,31% | 49,38% | 48,95% |

### Habeas corpusno Superior Tribunal de Justiça
O Superior Tribunal de Justiça, nos termos do artigo 105, inciso I, alínea c, da Constituição Federal de 1988, processa e julga originariamente “c) os habeas corpus, quando o coator ou paciente for qualquer das pessoas mencionadas na alínea "a", ou quando o coator for tribunal sujeito à sua jurisdição, Ministro de Estado ou Comandante da Marinha, do Exército ou da Aeronáutica, ressalvada a competência da Justiça Eleitoral”. Segundo dados disponibilizados na página oficial do STJ, em 2017 o STJ recebeu 332 284 processos novos originários e recursais, aproximando a demanda do ano anterior de 335 825 processos, tendo sido proferidas no STJ 490 473 decisões terminativas, o que aproxima meio milhão de julgados e é o maior valor do histórico do STJ.

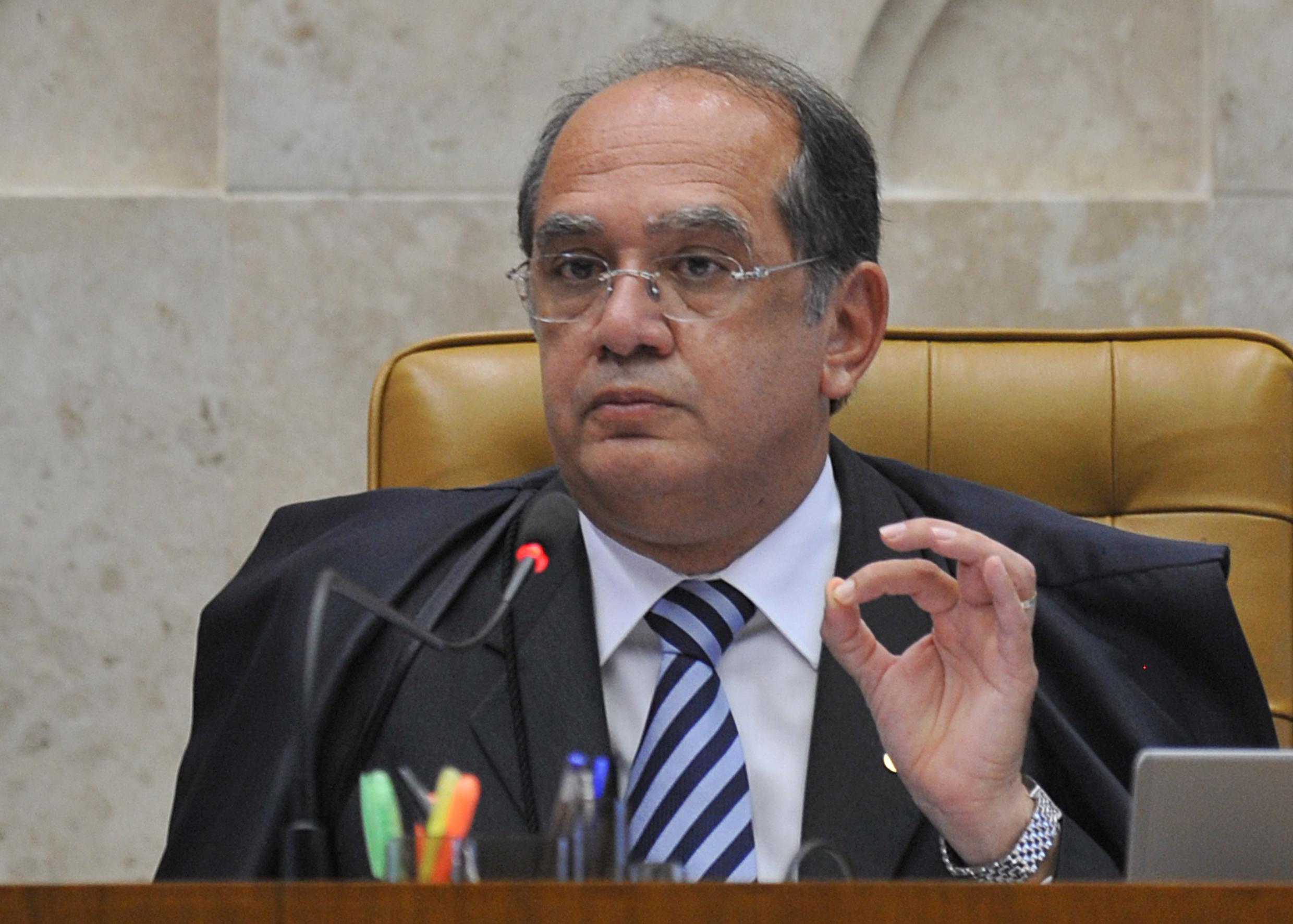
Gilmar Mendes, o juiz que deu mais habeas corpus.

No que se refere aos mandados de segurança decididos e despachados pelos ministros presidente e vice-presidente em 2017, tem-se: para o presidente, de um total de 131 008 processos, 8 504 desta ação constitucional (equivalente a 6,5% do total); e para o vice-presidente, de um total de 15 099 processos, 43 desta ação constitucional (equivalente a 0,28% do total). Estes baixos números residem do fato do maior número de processos desta corte superior serem originários de agravos e recursos de julgados de tribunais inferiores, dados confirmados pela análise dos processos distribuídos e julgados por essa corte (incluindo suas diversas turmas) no período analisado.

## Jurisprudência sobre o tema
Tendo em vista o número de processos de habeas corpus anualmente, é notório que inúmeros são os julgados sobre o tema. Dentre estes, alguns receberam especial relevância culminando no estabelecimento de súmulas do Supremo Tribunal Federal nesta área, as quais são enunciados representantes do entendimento desta corte sobre os mais diversos aspectos de pontos específicos do o ordenamento brasileiro no que ser refere às ações de habeas corpus. 
Dentre estes, tem-se, por exemplo: 
- Súmula Vinculante 25 STF – “É ilícita a prisão civil de depositário infiel, qualquer que seja a modalidade de depósito”.[24] Discute-se neste enunciado a extinção da prisão por dívida no Brasil (cuja exceção reside no não pagamento de pensão alimentícia). Assim, ainda que na Constituição, em seu artigo 5º, LXVII, reconheça a possibilidade desta modalidade de cerceamento de liberdade (para depositário infiel), o Supremo Tribunal Federal, levando em consideração o disposto no artigo 7.7 da Convenção Americana sobre Direitos Humanos,[25] julgou o habeas corpus HC 95967 (de relatoria da Ministra Ellen Gracie), tendo como resultado a edição da súmula em questão.

- Súmula 691 STF – “Não compete ao Supremo Tribunal Federal conhecer de habeas corpus impetrado contra decisão do relator que, em habeas corpus requerido a tribunal superior, indefere a liminar”.[26] Discute-se neste enunciado que não que o Supremo não poderá analisar habeas corpus contra decisões de habeas corpus já negados em tribunais superiores, ainda assim, a aplicação desta súmula tem sido relevada nas hipóteses em que o STF considerar que há de fato afronta manifesta à liberdade de alguém.[27]

- Súmula 694 STF – “Não cabe habeas corpus contra a imposição da pena de exclusão de militar ou de perda de patente ou de função pública”.[28] Discute-se neste enunciado que ainda que seja amplo o espectro de atuação do habeas corpus, este remédio deve se restringir à proteção da liberdade de locomoção. Desse modo, como discutido no Recurso de Habeas Corpus 94482, não cabe habeas corpus contra a imposição da pena de exclusão de militar ou perda de patente ou de função pelo fato da liberdade de ir e vir não estar em jogo com essa medida.

## Aplicação em outras nações
A proteção à liberdade de locomoção por meio de habeas corpus encontra-se difundida nos ordenamentos de outras nações. Desse modo, presente tanto em países com jurisdição de common law (como nos Estados Unidos, por exemplo) quanto naqueles de civil law (como na América Latina), este remédio constitucional poderá ser invocado no âmbito internacional partindo das mesmas premissas, tendo assim como foco unitário a segurança da liberdade de ir e vir.

### Habeas corpusno direito português
O chamado habeas corpus está consagrado na Constituição da República Portuguesa de 1976 (revista em 2005), no artigo 31º, tendo, por base, a inocência do réu. Está, também, consagrado no Código de Processo Penal de Portugal no artigo 220º (na versão 2003). De acordo com o Código do Processo Penal, o habeas corpus pode ser pedido por: estarem ultrapassados os prazos de entrega ao poder judicial ou da detenção; a detenção manter-se fora dos locais legalmente permitidos; a detenção ter sido efectuada ou ordenada por entidade incompetente; e a detenção ser motivada por facto pelo qual a lei a não permite deter.